# Team Tvis Holstebro
Team Tvis Holstebro – duński klub piłki ręcznej, powstały w 2000 r. z bazą w Holstebro. 

## Sukcesy
Puchar EHF:
- (2013)

Mistrzostwa Danii:
- (2013)

## Polki w klubie
| Imię i nazwisko  | Lata gry  |
| ---------------- | --------- |
| Iwona Niedźwiedź | 2011–2013 |

## Kadra 2013/14
- 1.  Sandra Toft
- 2.  Julie Larsen
- 4.  Sara Hald
- 5.  Mille Hundahl
- 6.  Mette Gravholt
- 7.  Stine Andersen
- 8.  Rut Arnfjörð Jónsdóttir
- 9.  Betina Kjær
- 11. Ida Alstad
- 12. Marianne Lundsby
- 15. Anne Nielsen
- 16. Henriette Dahl
- 20. Louise Bager Due
- 21. Sara Kjærsgaard
- 23. Ann Grete Osterballe-Nørgaard
- 24. Ann Sofie Sonne
- 44. Mette Chemnitz Christensen
- 79. Kristina Kristiansen
- 90. Karoline De Souza